# El Sol existe para todos

...Espero el dolor, lo conviertas en oro, porque el sol existe para todos...
Tiziano Ferro, El sol existe para todos

"El sol existe para todos" es una canción pop escrita y cantada por el cantante italiano Tiziano Ferro para su cuarto álbum de estudio A mi edad, lanzado el 7 de noviembre de 2008. "El sol existe para todos", la canción, fue lanza como sencillo el 11 de septiembre de 2009.

## Video
El vídeo se compone de imágenes tomadas durante la etapa de Roma el 24 y 25 de junio de 2009 de la gira A mi edad.

## Lista de canciones
Digital download
1. "Il sole esiste per tutti" – 3:40
2. "El sol existe para todos" – 3:40

- Datos: Q3795901